# Delphinium villosum
Delphinium villosum là một loài thực vật có hoa trong họ Mao lương. Loài này được Steven ex Choisy mô tả khoa học đầu tiên năm 1824.